# 岐阜県立岐阜聾学校
岐阜県立岐阜聾学校（ぎふけんりつ ぎふろうがっこう）は、岐阜県岐阜市にある聴覚障害者のための学校。また、高卒者を受け入れる専攻科も併設する。2006年（平成18年）に学科の改編が行われた。

## 学校概要
- 創立 1931年（昭和6年）
- 学部
  - 幼稚部
  - 小学部
  - 中学部
  - 高等部
    - 普通科
    - 産業情報科（募集停止）

  - 専攻科（2年課程）
    - 教養科（募集停止）
    - 情報処理科
    - 産業デザイン科（募集停止）
    - 理容科
- 所在地 岐阜市加納西丸町1-74

## 沿革
- 1931年（昭和6年）岐阜県聾唖学校として設立
- 1937年（昭和12年）中学部（5年制）を新設し、工芸科・裁縫科を設置
- 1937年（昭和12年）ヘレン・ケラー氏が来校
- 1948年（昭和23年）高等部木材工芸科・被服科を設置
- 1950年（昭和25年）岐阜県立岐阜聾学校に改称
- 1954年（昭和29年）理容科・専攻科を設置
- 1956年（昭和31年）幼稚部を設置
- 1965年（昭和40年）天皇皇后が行幸啓
- 1971年（昭和46年）木材工芸科から産業工芸科に科名を変更
- 1996年（平成8年）高等部に普通科・産業情報科を設置
- 1999年（平成11年）専攻科に教養科・情報処理科・産業デザイン科・理容科を設置す
- 2006年（平成18年）産業情報科の募集を停止し普通科に統合、教養科・産業デザイン科の募集を停止

## 部活動
- 陸上部
- バレーボール部
- 卓球部
- 文化部
- 太鼓同好会

## アクセス
- JR岐阜駅南口より徒歩約20分
- 岐阜バス 「加納附属小学校前」より徒歩約3分